# Silviu Țeposu
Silviu Țeposu (n. 1892, Comana de Sus - d. 13 mai 1979, București) a fost profesor de istorie, inspector școlar, membru marcant al ASTREI.

## Biografie
Silviu Țeposu s-a născut în satul Comana de Sus, din Țara Făgărașului, la 28 august 1892. A fost fiul preotului ortodox Gheorghe Țeposu din Șirnea și al Anei Enescu. Prin mama lui, s-a înrudit îndeaproape cu familia Pușcariu. Filologul Sextil Pușcariu, nepot de frate al lui Ioan și Ilarion Pușcariu și văr cu mama lui Silviu Țeposu, a fost chemat la Cluj de către Consiliul Dirigent pentru a fi primul rector al Universității Dacia Superioară, renumită ulterior Universitatea Ferdinand I. Un frate al mamei lui Silviu Țeposu, Iancu Enescu, a fost primul director al Institutului de Chimie din București, alt frate, Iuliu Enescu, director de bancă la Cluj.
Familia Țeposu 
Numele de Țeposu este un nume ardelenesc destul de rar și este cunoscut mai ales în această zonă din sud-estul Transilvaniei. 
A fost elev al Liceului Andrei Șaguna din Brașov, apoi student la Institutul teologic din Sibiu. Și-a desăvârșit studiile la Facultatea de Filologie și Istorie a Universității din Budapesta, facultate pe care a absolvit-o în anul 1918. S-a stabilit apoi în Sibiu. Aici a funcționat ca profesor de istorie la Liceul "Gheorghe Lazăr” din Sibiu, la Școala Militară de Ofițeri de Infanterie, iar după reforma învățământului din 1948 a predat la Liceul Tehnologic Avram Iancu  până la pensionarea sa în 1958. În paralel, a fost mult timp inspector general pentru Regiunea IV Sibiu. 
Deputat de Târnava Mică în Parlamentul României (1931).
Președinte al Despărțământului central al ASTREI. 
Vicepreședinte al Astrei (1945-1947).
A contribuit la dezvoltarea învățământului primar și secundar după Marea Unire, alături de Onisifor Ghibu și Ioan N. Ciolan. 
A fost un conferențiar de excepție al Astrei, cum dovedesc sutele de conferințe pe care le-a rostit în Sibiu și în alte localități, dar și colaborator la numeroase periodice ale timpului. 